# Yann Arthus-Bertrand
Yann Arthus-Bertrand (ur. 13 marca 1946 w Paryżu) – francuski fotograf, dziennikarz, reporter, reżyser filmowy i obrońca przyrody. W 2009 ze względu na jego zaangażowanie w sprawę ochrony przyrody przyznano mu tytuł Ambasadora Dobrej Woli Programu Środowiskowego ONZ.

## Życiorys
W wieku trzydziestu lat opuścił rodzinną Francję i wyjechał do Kenii, aby badać i fotografować lwy w parku narodowym Masai Mara.
Tworzy wielokrotnie nagradzane filmy dokumentalne. Zwykle koncentruje się w nich na problemach środowiska naturalnego i ekologii, m.in. S.O.S. Ziemia! (2009). 
Zasłynął również z dokumentów socjologiczno-eseistycznych, jak Człowiek (2015), który za darmo został udostępniony w serwisie YouTube. Praca nad nim trwała trzy lata, a film zawiera wypowiedzi ponad dwóch tysięcy kobiet i mężczyzn z całego świata i próbuje odpowiedzieć na pytanie Co czyni nas człowiekiem?. Kontynuacją Człowieka był dokument Kobieta (2019), zaprezentowany w ramach pokazów pozakonkursowych na 76. MFF w Wenecji.